# Миленко Йергович
Миленко Йергович (на босненски: Miljenko Jergović) е роден в Босна писател, който от 1993 г. живее в Хърватия, край Загреб.
Известен е с публицистиката и поезията си (първите му 3 книги са стихосбирки), но най-вече с художествената си проза, преведена на много езици, сред които английски, френски, немски, италиански, фарси, каталонски, финландски и други.

## Биография
Отраства в Сараево, където завършва социология и философия. От ученик работи за пресата. Първата си стихосбирка публикува на 22 години и печели с нея двете престижни награди Иван Горан Ковачич и Мак Диздар.

## Творчество
- Opservatorija Varšava, 1988 – стихотворения
- Uči li noćas neko u ovom gradu japanski, 1990 – стихотворения
- Himmel Comando, 1992 – стихотворения
- Sarajevski Marlboro, 1994 – „Сараевско Марлборо“, разкази
- Karivani, 1995 – разкази
- Preko zaleđenog mosta, 1996 – стихотворения
- Naci bonton, 1998 – „Наци бонтон“, статии, очерци, есета
- Mama Leone, 1999 – „Мама Леоне“, разкази
- Kažeš anđeo, 2000 – драма
- Hauzmajstor Šulc, 2001 – стихотворения
- Historijska čitanka, 2001 – есета
- Buick Rivera, 2002 – „Буик Ривера“, новела
- Dvori od oraha, 2003 – роман
- Historijska čitanka 2, 2004 – есета
- Inšallah, Madona, Inšallah, 2004 – разкази
- Dunje 1983, 2005 – стихотворения
- Gloria in excelsis, 2005 – роман
- Žrtve sanjaju veliku ratnu pobjedu, 2006 – статии, очерци, есета
- Ruta Tannenbaum, 2006 – роман
- Freelander, 2007 – новела
- Srda pjeva, u sumrak, na Duhove, 2007 – роман
- Volga, Volga, 2009 – новела
- Transatlantic Mail, 2009 – в съавторство със Семездин Мехмединович, с фотографии на Миломир Ковачевич Страшни
- Roman o Korini, 2010 – повест
- Otac, 2010 – роман
- Zagrebačke kronike, 2010 – хроники, колонки, фейлетони
- Bosna i Hercegovina, budućnost nezavršenog rata, 2010 – есета, интервюта (в съавторство с Иван Ловренович)
- Pamti li svijet Oscara Schmidta, 2010 – проекти, скици
- Psi na jezeru, 2010 – роман
- Muškat, limun i kurkuma, Zagreb 2011 – есета
- Izabrane pjesme Nane Mazutha, 2011 – стихотворения
- mačka čovjek pas, 2012 – разкази
- Rod, 2013 – роман
- Tušta i tma, 2014 – в съавторство със Светислав Басара
- Levijeva tkaonica svile, 2014 – миниатюри

## На български език
- 1998: „Сараевско Марлборо“, ИК „ПИК“, прев. Русанка Ляпова
- 2011: „Буик Ривера“, ИК „Панорама“, прев. Жела Георгиева (тук името му е дадено като Ергович, за разлика от другите две книги)
- 2014: „Мама Леоне“, ИК „Жанет 45“, прев. Русанка Ляпова (в поредицата „Кратки разкази завинаги“)
- 2015: „Орехови двори“, Издателство „Летера“: Пловдив, прев. Рада Шарланджиева